# George Kuwa
George Kuwa (7 de abril de 1885 – 13 de octubre de 1931) fue un actor japonés-estadounidense de ascendencia issei (Inmigrante japonés) que trabajó durante la era de cine mudo. Apareció en 58 películas entre 1916 y 1931. Kuwa es conocido por ser el primer actor en interpretar al personaje Charlie Chan, en la película serial The House Without a Key de 1926.

## Filmografía
- The Soul of Kura San (1916)
- The Yellow Pawn (1916)
- The Bottle Imp (1917)
- The Countess Charming (1917)
- Rimrock Jones (1918)
- The Woman in the Web (1918)
- Toby's Bow (1919)
- The Willow Tree (1920)
- Sick Abed (1920)
- The Round-Up (1920)
- Officer 666 (1920)
- Midsummer Madness (1921)
- The Invisible Fear (1921)
- Nobody's Fool (1921)
- Five Days to Live (1922)
- Moran of the Lady Letty (1922)
- Bought and Paid For (1922)
- Sherlock Brown (1922)
- Enter Madame (1922)
- The Beautiful and Damned (1922)
- The World's Applause (1923)
- Daddy (1923)
- The Eternal Struggle (1923)
- The Storm Daughter (1924)
- Curlytop (1924)
- The Man from Wyoming (1924)
- Broken Barriers (1924)
- Oh Doctor! (1925)
- Head Winds (1925)
- A Son of His Father (1925)
- The Enchanted Hill (1926)
- A Trip to Chinatown (1926)
- The Dice Woman (1926)
- The Silver Treasure (1926)
- La modelo de París (That Model from Paris, 1926)
- The House Without a Key (1926)
- Melting Millions (1927)
- White Pants Willie (1927)
- The Night Bride (1927)
- The Chinese Parrot (1927)
- The Warning (1927)
- The Secret Hour (1928)
- The Showdown (1928)
- Chinatown Charlie (1928)
- After the Storm (1928)
- Wicked (1931)